# Chi hameçon palatal
χ̡, appelé chi hameçon palatal ou chi crochet palatal, est une lettre latine utilisée auparavant dans l'alphabet phonétique international, rendu obsolète en 1989, lors de la convention de Kiel. Elle est composée d’un chi diacritée avec un crochet palatal.

## Utilisation

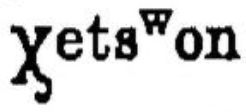
Chi hamçon palatal dans Henderson 1949.

Le chi hameçon palatal a été utilisé par quelques auteurs dans la transcription de langues caucasiennes avec l’alphabet phonétique international, par exemple par John Catford (en) pour l’abkhaze, Eugénie J. A. Henderson pour l’ossète, ou Michael Job (de) pour le lezghien.
En 1989, après la conférence de Kiel, le crochet palatal est remplacé par la lettre j en exposant et le symbole  est remplacé par ‹ χʲ ›.

## Représentations informatiques
Le chi crochet palatal n’a pas été codé avec son propre caractère, comme certains autre symboles avec un crochet palatal, mais peut être représenté approximativement avec les caractères Unicode suivants : 
- décomposé et normalisé NFD (Alphabet phonétique international, diacritiques) :

| formes    | représentations | chaînes de caractères | points de code | descriptions                                             | notes                                                                                |
| --------- | --------------- | --------------------- | -------------- | -------------------------------------------------------- | ------------------------------------------------------------------------------------ |
| minuscule | χ̡               | χ◌̡                    | U+03C7 U+0321  | lettre minuscule grecque chi diacritique crochet palatal | Le caractère grec est officielement utilisé dans l’API pour des raisons historiques. |
| minuscule | ꭓ̡               | ꭓ◌̡                    | U+AB53 U+0321  | lettre minuscule latine chi diacritique crochet palatal  | Les symboles API ont traditionnellement une forme latinisée.                         |